# سبيروني
سبيروني (بالإيطالية: Sperone)‏ هي مدينة وكومونا في مقاطعة أفيلينو، في منطقة كمبانية، جنوب إيطاليا.